# الجمباز في دورة الألعاب العربية
فيما يلي دورات رياضة الجمباز في دورة الألعاب العربية:

## الدورة الأولى (الإسكندرية، 1953)

### بعض النتائج
| الحدث                | الذهبية                | الفضية | البرونزية |
| -------------------- | ---------------------- | ------ | --------- |
| حركات أرضية          | محمود رضا (مصر)        |        |           |
| حصان القفز           | رجائي فرحات (مصر)      |        |           |
| المتوازيان           | إسماعيل عبد الله (مصر) |        |           |
| العمود الثابت        | إسماعيل عبد الله (مصر) |        |           |
| الحلق                | عبد الوارث شرف (مصر)   |        |           |
| حصان الحلق           | سعيد حمدي (مصر)        |        |           |
| الترتيب الفردي العام | إسماعيل عبد الله (مصر) |        |           |
| الترتيب العام للفرق  | مصر                    | سوريا  |           |

## الدورة الثانية (بيروت، 1957)

### توزيع الاوسمة
| ت | البلد  | ذهبية | فضية | برونزية | المجموع |
| - | ------ | ----- | ---- | ------- | ------- |
| 1 | تونس   | 5     | 2    | 7       | 14      |
| 2 | سوريا  | 4     | 5    | 3       | 12      |
| 3 | المغرب | 3     | 5    | 2       | 10      |

### النتائج الكاملة
| الحدث                | الذهبية                     | الفضية                      | البرونزية              |
| -------------------- | --------------------------- | --------------------------- | ---------------------- |
| حركات أرضية فردي     | محمد سكات (المغرب)9.10      | صالح الشيخ نجيب (سوريا)9.05 | أحمد بوذينة (تونس)9.00 |
| حركات أرضية فرق      | سوريا25.70                  | المغرب25.35                 | تونس20.30              |
| المتوازيان فردي      | محمد حمزة (تونس)9.00        | صالح الشيخ نجيب (سوريا)8.50 | علي بن يونس (تونس)8.40 |
| المتوازيان فرق       | تونس24.70                   | المغرب22.10                 | سوريا20.75             |
| العمود الثابت فردي   | علي بن يونس (تونس)8.50      | صالح الشيخ نجيب (سوريا)8.35 | محمد سكات (المغرب)7.55 |
| العمود الثابت فرق    | المغرب22.05                 | سوريا19.45                  | تونس18.75              |
| الحلق فردي           | علي بن يونس (تونس)8.50      | محمد حمزة (تونس)8.45        | محمد سكات (المغرب)8.35 |
| الحلق فرق            | تونس23.35                   | المغرب22.60                 | سوريا20.35             |
| حصان الحلق فردي      | صالح الشيخ نجيب (سوريا)8.90 | حمزة السمان (سوريا)8.25     | أحمد بوذينة (تونس)     |
| حصان الحلق فرق       | سوريا23.34                  | المغرب18.30                 | تونس11.50              |
| الترتيب الفردي العام | صالح الشيخ نجيب (سوريا)     | محمد سكات (المغرب)          | علي بن يونس (تونس)8.50 |
| الترتيب العام للفرق  | المغرب133.40                | تونس129.15                  | سوريا126.05            |

## الدورة الثالثة (الدار البيضاء، 1961)

### توزيع الاوسمة
| ت | البلد                     | ذهبية | فضية | برونزية | المجموع |
| - | ------------------------- | ----- | ---- | ------- | ------- |
| 1 | الجمهورية العربية المتحدة | 7     | 6    | 8       | 21      |
| 2 | المغرب                    | 1     | 1    | -       | 2       |
| 3 | لبنان                     | -     | 1    | 1       | 2       |

### النتائج الكاملة
| الحدث                | الذهبية                                        | الفضية                                          | البرونزية                                                                                    |
| -------------------- | ---------------------------------------------- | ----------------------------------------------- | -------------------------------------------------------------------------------------------- |
| حركات أرضية          | أحمد غنيم (الجمهورية العربية المتحدة)          | فاروق سليم (الجمهورية العربية المتحدة)          | إسماعيل عبد الله (الجمهورية العربية المتحدة)                                                 |
| حصان القفز           | أحمد غنيم (الجمهورية العربية المتحدة)9.55      | عفيف حسنية (لبنان)9.50                          | عبد الوارث شرف (الجمهورية العربية المتحدة)+ إسماعيل عبد الله (الجمهورية العربية المتحدة)9.40 |
| المتوازيان           | أحمد غنيم (الجمهورية العربية المتحدة)9.85      | عبد الوارث شرف (الجمهورية العربية المتحدة)9.75  | إسماعيل عبد الله (الجمهورية العربية المتحدة) 9.50                                            |
| العمود الثابت        | أحمد غنيم (الجمهورية العربية المتحدة)9.85      | عبد الوارث شرف (الجمهورية العربية المتحدة)9.75  | إسماعيل عبد الله (الجمهورية العربية المتحدة)                                                 |
| الحلق                | عبد الوارث شرف (الجمهورية العربية المتحدة)9.75 | أحمد غنيم (الجمهورية العربية المتحدة)9.65       | فاروق سليم (الجمهورية العربية المتحدة) 9.20                                                  |
| حصان الحلق           | ?????                                          | أحمد غنيم (الجمهورية العربية المتحدة)           | عبد الوارث شرف (الجمهورية العربية المتحدة)                                                   |
| الترتيب الفردي العام | أحمد غنيم (الجمهورية العربية المتحدة)56.55     | عبد الوارث شرف (الجمهورية العربية المتحدة)55.95 | إسماعيل عبد الله (الجمهورية العربية المتحدة) 55.65                                           |
| الترتيب العام للفرق  | الجمهورية العربية المتحدة275.50                | المغرب246.40                                    | لبنان211.30                                                                                  |

## الدورة الرابعة (القاهرة، 1965)

### توزيع الاوسمة
| ت | البلد                     | ذهبية | فضية | برونزية | المجموع |
| - | ------------------------- | ----- | ---- | ------- | ------- |
| 1 | الجمهورية العربية المتحدة | 8     | 7    | 7       | 22      |
| 2 | المغرب                    | -     | 1    | -       | 1       |
| 3 | سوريا                     | -     | -    | 1       | 1       |

### النتائج الكاملة
| الحدث                | الذهبية                                            | الفضية                                         | البرونزية                                          |
| -------------------- | -------------------------------------------------- | ---------------------------------------------- | -------------------------------------------------- |
| حركات أرضية          | رياض عبد الرحمان (الجمهورية العربية المتحدة) 18.85 | محمد إبراهيم (الجمهورية العربية المتحدة) 18.70 | صلاح خليل (الجمهورية العربية المتحدة) 18.55        |
| حصان القفز           | رياض عبد الرحمان (الجمهورية العربية المتحدة)19.25  | صلاح خليل (الجمهورية العربية المتحدة) 18.95    | أحمد غنيم (الجمهورية العربية المتحدة) 18.25        |
| المتوازيان           | أحمد غنيم (الجمهورية العربية المتحدة)19.40         | محمد إبراهيم (الجمهورية العربية المتحدة)19.20  | فاروق سليم (الجمهورية العربية المتحدة) 9.50        |
| العمود الثابت        | محمد إبراهيم (الجمهورية العربية المتحدة)19.05      | أحمد غنيم (الجمهورية العربية المتحدة)18.70     | صلاح خليل (الجمهورية العربية المتحدة) 18.50        |
| الحلق                | أحمد غنيم (الجمهورية العربية المتحدة)19.60         | محمد إبراهيم (الجمهورية العربية المتحدة)18.90  | رياض عبد الرحمان (الجمهورية العربية المتحدة) 18.80 |
| حصان الحلق           | أحمد غنيم (الجمهورية العربية المتحدة)18.10         | محمد إبراهيم (الجمهورية العربية المتحدة)17.25  | صلاح خليل (الجمهورية العربية المتحدة)17.05         |
| الترتيب الفردي العام | محمد إبراهيم (الجمهورية العربية المتحدة)55.60      | أحمد غنيم (الجمهورية العربية المتحدة)55.25     | رياض عبد الرحمان (الجمهورية العربية المتحدة) 50.05 |
| الترتيب العام للفرق  | الجمهورية العربية المتحدة                          | المغرب                                         | سوريا                                              |

## الدورة الخامسة (دمشق، 1976)
صالة الجلاء الدولية دمشق سوريا

### توزيع الاوسمة
| ت | البلد  | ذهبية | فضية | برونزية | المجموع |
| - | ------ | ----- | ---- | ------- | ------- |
| 1 | المغرب | 7     | 4    | 3       | 14      |
| 2 | الكويت | 1     | 1    | 5       | 7       |
| 3 | سوريا  | 2     | 4    | 1       | 7       |

### النتائج الكاملة
| الحدث                | الذهبية                      | الفضية                             | البرونزية                    |
| -------------------- | ---------------------------- | ---------------------------------- | ---------------------------- |
| حركات أرضية          | فريد الدادوشي (المغرب) 18.00 | مختار غازي (سوريا)17.80            | عصام زركلي (سوريا) 17.40     |
| حصان القفز           | عصام زركلي (سوريا) 18.25     | مختار غازي (سوريا)17.90            | جواد عسكر (الكويت) 17.32     |
| المتوازيان           | بوشعيب الشطي (المغرب) 17.20  | إبراهيم بران (المغرب) 16.55        | جواد عسكر (الكويت) 16.15     |
| العمود الثابت        | عصام زركلي (سوريا) 18.00     | جواد عسكر (الكويت) 17.60           | فريد الدادوشي (المغرب) 17.35 |
| الحلق                | ادريس بلحاج (المغرب) 16.60   | عبد الرحيم بن عزوز (المغرب) 16.00  | جواد عسكر (الكويت) 15.45     |
| حصان الحلق           | جواد عسكر (الكويت) 17.05     | إبراهيم بران (المغرب) 17.00        | ادريس بلحاج (المغرب) 16.00   |
| الترتيب الفردي العام | عصام زركلي (سوريا) 101.75    | عبد الرحيم بن عزوز (المغرب) 101.70 | جواد عسكر (الكويت) 101.40    |
| الترتيب العام للفرق  | المغرب 247                   | سوريا 246.75                       | الكويت 220.5                 |

## الدورة السادسة (الرباط، 1985)

### توزيع الاوسمة
| ت | البلد   | ذهبية | فضية | برونزية | المجموع |
| - | ------- | ----- | ---- | ------- | ------- |
| 1 | المغرب  | 10    | 7    | 4       | 21      |
| 2 | تونس    | 2     | 1    | 3       | 6       |
| 3 | الجزائر | 1     | 3    | 2       | 6       |
| 4 | العراق  | 1     | 1    | 1       | 4       |
| 5 | سوريا   | -     | 1    | 6       | 7       |
| 6 | الكويت  | -     | 1    | -       | 1       |

### النتائج الكاملة
| الحدث                      | الذهبية                           | الفضية                           | البرونزية                                           |
| -------------------------- | --------------------------------- | -------------------------------- | --------------------------------------------------- |
| حركات أرضية رجال           | موفق جبار (العراق) 17.950         | محمد محمودي (الجزائر) 17.80      | عبد الإلاه الشاطر (المغرب) 17.50                    |
| حصان القفز رجال            | عبد الإلاه الشاطر (المغرب) 17.870 | عبد اللطيف مراد (الكويت) 17.800  | خميس بقنيني (تونس) 17.750                           |
| المتوازيان رجال            | بوشعيب الشناني (المغرب) 17.00     | علاء الدين نعمو (سوريا) 16.70    | خميس بقنيني (تونس) 16.60                            |
| العمود الثابت رجال         | محمد محمودي (الجزائر) 17.30       | بوشعيب الشناني (المغرب) 17.10    | علاء الدين نعمو (سوريا) 16.85                       |
| الحلق رجال                 | بوشعيب الشناني (المغرب) 17.30     | خميس بقنيني (تونس) 16.70         | محمد محمودي (الجزائر) + عمار عقيد (سوريا) 16.15     |
| حصان الحلق رجال            | خميس بقنيني (تونس) 17.40          | عبد الإلاه الشاطر (المغرب) 16.75 | عبد الرحيم أقورام (المغرب) 16.40                    |
| الترتيب الفردي العام رجال  | خميس بقنيني (تونس) 98.80          | عبد الرحيم أقورام (المغرب) 97.30 | موفق جبار (العراق) 97.20                            |
| الترتيب العام للفرق رجال   | المغرب                            | العراق                           | سوريا                                               |
| حركات أرضية سيدات          | مريم أمنهار (المغرب) 18.60        | نعيمة غواطي (المغرب) 17.80       | ريما مصلح (سوريا) 17.05                             |
| حصان القفز سيدات           | مريم أمنهار (المغرب) 18.55        | فضيلة بغدادي (الجزائر) 18.20     | نعيمة غواطي (المغرب) 18.10                          |
| العمود المتفاوت سيدات      | مريم أمنهار (المغرب) 18.00        | صافية بوسليم (المغرب) 17.85      | سنية الميموني (تونس) 15.55                          |
| العقلة سيدات               | مريم أمنهار (المغرب)17.85         | سهام بلغاط (المغرب)17.35         | خلود الأمير (سوريا) + شهيدة الهاشمي (الجزائر) 16.60 |
| الترتيب الفردي العام سيدات | مريم أمنهار (المغرب) 74.30        | نعيمة غواطي (المغرب) 70.80       | صافية بوسليم (المغرب) 70.25                         |
| الترتيب العام للفرق سيدات  | المغرب                            | الجزائر                          | سوريا                                               |

## الدورة العربية الثامنة (بيروت) 1997
ألغيت منافسات الجمباز

## الدورة العربية التاسعة (دورة الحسين، عمان) 1999

### توزيع الاوسمة
| ت | البلد   | ذهبية | فضية | برونزية | المجموع |
| - | ------- | ----- | ---- | ------- | ------- |
| 1 | مصر     | 5     | 5    | 3       | 13      |
| 2 | الجزائر | 5     | 2    | 1       | 8       |
| 3 | لبنان   | 2     | 1    | 2       | 5       |
| 4 | المغرب  | 1     | 9    | 2       | 12      |
| 5 | تونس    | 1     | 3    | -       | 4       |
| 6 | سوريا   | 1     | 1    | -       | 2       |
| 7 | الأردن  | 1     | -    | 2       | 3       |

### النتائج الكاملة
| الحدث                    | الذهبية                                                     | الفضية | البرونزية                                |
| ------------------------ | ----------------------------------------------------------- | --- | ---------------------------------------- |
| البطولة الفرقية رجال     | الجزائر (152.80)                                            | مصر (150.70)                                                                                                   | المغرب (150.50)                          |
| بطولة الفردي العام رجال  | فرجاني السيد علي (الجزائر) 52.450                           | مصلاحي محمد (المغرب) 51.500 وجدي بو علاق (تونس) 51.500                                                         |                                          |
| الحركات الارضية رجال     | وجدي بو علاق (تونس)(9.300)                                  | مصلاحي محمد (المغرب) (8.375) نور الدين يحيوية (الجزائر) (8.375)                                                |                                          |
| حصان المقابض رجال        | فرجاني السيد علي (الجزائر) (9.575)                          | محمد علي الشناوي (مصر) (9.100) مصلاحي محمد (المغرب) (9.100)                                                    |                                          |
| الحلق رجال               | وليد سعيد (مصر) (9.350)                                     | رؤوف محمد (مصر)(9.000) اية سعادة فاتح (الجزائر) (9.000) كمال بو دقة (سوريا)(9.000) مصلاحي محمد (المغرب)(9.000) |                                          |
| منصة القفز رجال          | رؤوف محمد (مصر)(9.100)                                      | صادر خالد (المغرب)(9.050) مصلاحي محمد (المغرب) (9.050) وجدي بو علاق (تونس) (9.050)                             |                                          |
| المتوازي رجال            | فرجاني السيد علي (الجزائر)(8.700) صادق ظاهر (سوريا) (8.700) | | نور الدين يحيوية (الجزائر) (8.375)       |
| العقلة رجال              | فرجاني السيد علي (الجزائر)(8.700)                           | ادريس بن يزة (المغرب) (8.600) منجي الورفلي (تونس) (8.600)                                                      |                                          |
| البطولة الفرقية سيدات    | مصر (103.35)                                                | المغرب | الأردن (92.40)                           |
| بطولة الفردي العام سيدات | ليلى خوري (لبنان) 34,90                                     | دلال نجيب (مصر)                                                                                                | نيرفانا زاهر (مصر)                       |
| الحركات الارضية سيدات    | دلال نجيب (مصر) 9,200                                       | آمال رحيب (المغرب)                                                                                             | ليلى خوري (لبنان) حبيبة ظواهيري (المغرب) |
| العقلة سيدات             | ليلى خوري (لبنان) 8,400 ياسمين الخير (الأردن) 8,400         | | دلال نجيب (مصر) 8,300                    |
| العمود المتفاوت سيدات    | أماني جمال (مصر) 8,800                                      | ليلى خوري (لبنان) 8,650                                                                                        | دلال نجيب (مصر) 8,500                    |
| حصان القفز سيدات         | حبيبة ظواهيري (المغرب) 9,100                                | دلال نجيب (مصر)                                                                                                | ليلى خوري (لبنان) ياسمين الخير (الأردن)  |

## الدورة العاشرة (الجزائر، 2003)

### توزيع الأوسمة
| ت | البلد   | ذهبية | فضية | برونزية | المجموع |
| - | ------- | ----- | ---- | ------- | ------- |
| 1 | الجزائر | 6     | 2    | 3       | 11      |
| 2 | مصر     | 4     | 3    | 4       | 11      |
| 3 | الأردن  | 2     | 4    | 2       | 8       |
| 4 | تونس    | 2     | 2    | 1       | 5       |
| 5 | سوريا   | -     | 2    | 2       | 4       |
| 6 | اليمن   | -     | 1    | 2       | 3       |
| - | المجموع | 14    | 14   | 14      | 42      |

### النتائج الكاملة
| الحدث                    | الذهبية                         | الفضية                           | البرونزية                       |
| ------------------------ | ------------------------------- | -------------------------------- | ------------------------------- |
| البطولة الفرقية رجال     | الجزائر (211,887)               | مصر (206,775)                    | سوريا (200,375)                 |
| بطولة الفردي العام رجال  | وجدي بو علاق (تونس) 63,675      | فادي بهلوان (سوريا) 52,925       | فاتح آيت سعادة (الجزائر) 52,325 |
| الحركات الارضية رجال     | وجدي بو علاق (تونس)(9.513)      | فادي بهلوان (سوريا) (9.475)      | نشوان الحرازي (اليمن) (9,425)   |
| حصان القفز رجال          | محمد السيد سرور (امصر) (9.435)  | نشوان الحرازي (اليمن) (9.356)    | وجدي بوعلاق (تونس) (9.262)      |
| الحلق رجال               | فاتح آيت سعادة (الجزائر)(9.575) | وليد الدريني (مصر) (9.525)       | رؤوف محمد (مصر)(9.475)          |
| منصة القفز رجال          | سيد علي فرجاني (الجزائر)(9.650) | وجدي بو علاق (تونس) (9.550)      | نشوان الحرازي (اليمن)(9.425)    |
| المتوازي رجال            | أسامة العقري (الجزائر)(8.775)   | وجدي بوعلاق (تونس) (8.575)       | وليد الدريني (مصر) (8.537)      |
| العقلة رجال              | يوسف سبتي (الجزائر)(8.875)      | سيد علي فرجاني (الجزائر) (8.650) | فادي بهلوان (سوريا) (8.100)     |
| البطولة الفرقية سيدات    | مصر (96.726)                    | الأردن (96,074)                  | الجزائر (90,837)                |
| بطولة الفردي العام سيدات | ياسمين خير (الأردن) 33,449      | نعمت أحمد السيد (مصر) 32,100     | هالة العلالي (الأردن) 31,900    |
| الحركات الارضية سيدات    | ياسمين خير (الأردن) 8,337       | شاهيناز الخلوي (الجزائر) 8,262   | هالة العلالي (الأردن) 8,187     |
| العقلة سيدات             | سلمى محمود سعيد (مصر) 8,562     | ياسمين الخير (الأردن) 8,387      | شاهيناز خلوي (الجزائر) 8,275    |
| العمود المتفاوت سيدات    | نعمت أحمد السيد (مصر) 8,487     | ياسمين خير (الأردن) 8,350        | رضوى علي جوهري (مصر) 7,725      |
| حصان القفز سيدات         | شاهيناز خلوي (الجزائر) 8,618    | ياسمين خير (الأردن) 8,600        | نورهان أحمد أسعد (مصر) 8,569    |

## الدورة الحادية عشرة (القاهرة، 2007)

### توزيع الأوسمة
| ت | البلد   | ذهبية | فضية | برونزية | المجموع |
| - | ------- | ----- | ---- | ------- | ------- |
| 1 | مصر     | 12    | 10   | 5       | 27      |
| 2 | لبنان   | 3     | 0    | 2       | 5       |
| 3 | سوريا   | 1     | 5    | 6       | 12      |
| 4 | الجزائر | 1     | 3    | 3       | 7       |
| 5 | الأردن  | 1     | 1    | 2       | 4       |
| 6 | اليمن   | 1     | 1    | -       | 2       |
| 7 | تونس    | 1     | -    | 2       | 3       |
| 8 | الكويت  | 1     | -    | -       | 1       |
| 9 | المغرب  | -     | -    | 1       | 1       |
| - | المجموع | 21    | 20   | 21      | 62      |

### النتائج الكاملة
| الحدث                      | الذهبية                                                  | الفضية                                 | البرونزية                                         |
| -------------------------- | -------------------------------------------------------- | -------------------------------------- | ------------------------------------------------- |
| حركات أرضية رجال           | نشوان الحرازي (اليمن)15.025 فيصل العثمان (الكويت) 15.025 |                                        | فادي البهلوان (سوريا) 14.600                      |
| حصان القفز رجال            | علي الليثي (الأردن) 15.538                               | نشوان الحرازي (اليمن) 15,500           | كريم عبد الرحمان (مصر) 15.150                     |
| المتوازيان رجال            | وليد الدريني (مصر) 14.800                                | سهيل الكردي (مصر) 14.350               | سيد علي فرقاني (الجزائر) 14.300                   |
| العمود الثابت رجال         | يوسف السبتي (الجزائر) 14.825                             | سيد علي الفرجاني (الجزائر) 14.225      | محمد أبو صالح (الأردن) 14.000                     |
| العقلة رجال                | وليد الدريني (مصر)17,570                                 | علي الليثي (الأردن) 15,650             | سهيل الكردي (سوريا) 15,300                        |
| حصان الحلق رجال            | صابر العرفاوي (تونس) 14.300                              | سهيل الكردي (سوريا) 13.675             | إسلام شاهين (مصر) 13.475 جهاد يوسف (المغرب)13,475 |
| الترتيب الفردي العام رجال  | فادي البهلوان (سوريا)                                    | سيد علي الفرجاني (الجزائر)             | علي الليثي (الأردن)                               |
| الترتيب العام للفرق رجال   | مصر 337,800                                              | سوريا335,600                           | الجزائر 333,750                                   |
| حركات أرضية سيدات          | فريدة شكري (مصر) 13,275                                  | نورهان أسعد (مصر) 12.775               | كاتيا الحلبي (لبنان) 11.295                       |
| حصان القفز سيدات           | شيرين الزيني (مصر) 13.788                                | نورهان أسعد (مصر) 13.400               | فتيحة العيساوي (الجزائر) 13.113                   |
| العمود المتفاوت سيدات      | كاتيا الحلبي (لبنان) 13,375                              | شيرين الزيني (مصر) 13,100              | زينب شحادة (لبنان) 11,200                         |
| العقلة سيدات               | كاتيا الحلبي (لبنان) 12,850                              | شيرين الزيني (مصر) 12.640              | صاندي عفت (مصر) 11.720                            |
| الترتيب الفردي العام سيدات | كاتيا الحلبي (لبنان)                                     | شيرين الزيني (مصر)                     | نورهان أسعد (مصر)                                 |
| الترتيب العام للفرق سيدات  | مصر                                                      | الجزائر                                | سوريا                                             |
| جمباز ايقاعي فردي          | هبة البوريني (مصر)                                       | ياسمين رستم (مصر)                      | ماريز فريد شوقي (مصر) فاطمة الشيخ (سوريا)         |
| جمباز ايقاعي فرق           | مصر                                                      | سوريا                                  | تونس                                              |
| جمباز ايقاعي شريط          | هبة البوريني (مصر)                                       | ياسمين رستم (مصر)                      | فاطمة الشيخ (سوريا)                               |
| جمباز طوق ايقاع            | ياسمين رستم (مصر)                                        | هبة البوريني (مصر)                     | فاطمة الشيخ (سوريا)                               |
| جمباز ايقاعي كرة           | ياسمين رستم (مصر)                                        | هبة البوريني (مصر) فاطمة الشيخ (سوريا) |                                                   |
| جمباز ايقاعي الاطار        | هبة البوريني (مصر)                                       | ماريز فريد شوقي (مصر)                  | ليلى كمون (تونس)                                  |

## الدورة الثانية عشرة (الدوحة، 2011)

### توزيع الاوسمة
| ت | البلد   | ذهبية | فضية | برونزية | المجموع |
| - | ------- | ----- | ---- | ------- | ------- |
| 1 | مصر     | 9     | 5    | 5       | 19      |
| 2 | قطر     | 2     | 4    | 2       | 8       |
| 3 | تونس    | 1     | 1    | -       | 2       |
| 4 | الجزائر | 1     | -    | 2       | 3       |
| 5 | الأردن  | -     | 2    | 1       | 3       |
| 6 | اليمن   | -     | 1    | 1       | 2       |
| 7 | المغرب  | -     | -    | 2       | 2       |

### النتائج الكاملة
| الحدث                      | الذهبية                         | الفضية                       | البرونزية                     |
| -------------------------- | ------------------------------- | ---------------------------- | ----------------------------- |
| حركات أرضية رجال           | وجدي بوعلاق (تونس) 14.775       | جاد المزاهرة (الأردن)14.250  | نشوان الحرازي (اليمن) 14.225  |
| حصان القفز رجال            | محمد السهرتي (مصر) 15.225       | جاد المزاهرة (الأردن)15.187  | محمد سرور (مصر) 15.137        |
| المتوازيان رجال            | سيد علي فرقاني (الجزائر) 14.300 | إسلام شاهين (مصر) 14.275     | محمد السهرتي (مصر) 14.050     |
| العمود الثابت رجال         | محمد السهرتي (مصر) 14.225       | محمود الصدي (قطر) 13.575     | جاد المزاهرة (الأردن)13.55    |
| الحلق رجال                 | علي زهران (مصر) 14.850          | وجدي بوعلاق (تونس) 13.850    | محمود الصدي (قطر) 13.725      |
| حصان الحلق رجال            | محمد السهرتي (مصر) 13.925       | نشوان الحرازي (اليمن) 13.825 | إسلام شاهين (مصر) 13.650      |
| الترتيب الفردي العام رجال  | محمد السهرتي (مصر) 83.500       | أشرف مصطفى (مصر) 81.300      | هلال متيدجي (الجزائر) 80.350  |
| الترتيب العام للفرق رجال   | مصر 247.950                     | قطر241.050                   | الجزائر 241.000               |
| حركات أرضية سيدات          | شادن وهدان (قطر) 12.750         | سلمى سعيد (مصر) 12.350       | شيماء الزمزمي (المغرب) 11.350 |
| حصان القفز سيدات           | آية محجوب (مصر) 13.512          | شادن وهدان (قطر) 13.162      | شيماء الزمزمي (المغرب) 13.075 |
| العمود المتفاوت سيدات      | سلمى سعيد (مصر) 11.725          | آية محجوب (مصر) 11.275       | شادن وهدان (قطر) 10.600       |
| العقلة سيدات               | شادن وهدان (قطر) 13.100         | سلمى سعيد (مصر) 12.850       | آية محجوب (مصر) 11.275        |
| الترتيب الفردي العام سيدات | سلمى سعيد (مصر) 49.300          | شادن وهدان (قطر) 48.000      | آية محجوب (مصر) 47.500        |